# Никола Белчов
Никола Геров Белчов е български учител, свещеник и обществен деец.

## Биография
Роден е през 1833 г. в Копривщица. Учи в класното училище в Копривщица при Найден Геров. В 1850 г., заедно с други младежи заминава за Пловдив. По това време съставя ръкописна песнопойка, в която включва народни песни („Откак се е зора зазорила“), поемата „Стоян и Рада“ от Найден Геров, стихове от Петко Славейков, Добри Чинтулов, Ботьо Петков и други. Учи при Найден Граматик, след което учителства в село Ситово, където записва 150 народни песни. Част от тях изпраща на Христо Г. Данов и Найден Геров. От есента на 1856 г. е учител в село Сатъбегово. Жени се за Анка Пашалиева. През 1860 г. отпечатва „Песнопойче“ в Цариград. През 1874 г. е свещеник в село Герен. Изпраща на Найден Геров още 50 текста на песни.
През 1875 г. се завръща в Копривщица и служи в църквата „Успение Богородично“. Избран е за член на местния градски смесен съвет и за училищен настоятел. Той е сред 11-те местни мъже, които са повикани от Георги Бенковски във възобновения местен революционен комитет през януари 1876 г. Заедно със зет си Филип Бояджиев започва да отлива от олово и бронз лъвчетата за шапките на въстаниците. На 2 май ордите на Хасан бей подкарват навързани 64 души, между които е Никола Белчов, към Златица, а оттам през Панагюрище в Пазарджик и Пловдив. Там е затворен в Караулхан, където е подложен на жестоки разпити, издевателства, мъчения и гаври. Заедно с Цоко Будин и Тодор Душанцалията е осъден на смърт и обесен.